# Alexandr Kerjakov
Alexandr Anatolievich Kerjakov (em russo:  Александр Анатольевич Кержаков; Kingisepp, 27 de novembro de 1982) é um ex-futebolista russo que atuava como atacante. Participou das copas de 2002 e 2014, marcando apenas um gol.

## Maior artilheiro da Russia
Após o Mundial de 2014, Kerjakov marcou dois gols na partida contra o Lichtenstein, e acabou marcando seu 28º gol pela camisa da seleção superando Vladimir Beschastnykh que tinha 26 gols.

## Títulos

### Zenit
- Liga Russa: 2003, 2010, 2011-12, 2014–15
- Copa da Rússia: 2010
- Supercopa da Rússia: 2011, 2016

### Sevilla
- Copa da UEFA: 2007-08
- Supercopa da UEFA: 2008
- Copa del Rey: 2007
- Supercopa de España: 2007